# Heterocrepidius gilvellus
Heterocrepidius gilvellus – gatunek chrząszcza z rodziny sprężykowatych.
Owad osiąga długość 10,0-10,5 mm.
Owad jest jasnego koloru czerwonawobrązowego. Dysponuje długim i gęstym owłosieniem koloru żółtawobiałego.
Czoło ma łódkowate, o długości większej od szerokości, wklęsłe na przedzie pośrodkowo. Zwraca w nim uwagę wydatny, zaokrąglony przedni brzeg. Występuje szorstka i gęsta punktuacja. Czułki wykazują nieznaczne ząbkowanie, liczą sobie 11 segmentów. Ich podstawa jest węższa od oka. 2. segment ma kształt kulisty, a 3. wydłużony i cylindryczny. 4. jest od niego dłuższy. Ostatni z segmentów zwęża się u końca. Górna warga jest wąska, wytwarza sety. Żuwaczki są wydłużone, ich krótkie sety formują pośrodkowo penicillius.
Ostrogi na goleniach wykazują znaczną długość. Scutellum (tarczka) jest prawie trójkątne, jest wydłużone.
Heterocrepidius gilvellus spotykany jest w Brazylii.